# Дезіре Кораньї
Деже Кораньї (угор. Dezső Korányi, 28 січня 1914, Сегед — 9 січня 1981), згодом відомий як Дезіре Кораньї (фр. Désiré Koranyi) — угорський і французький футболіст, що грав на позиції нападника, зокрема за «Сет» та національну збірну Франції.
По завершенні ігрової кар'єри — тренер.

## Клубна кар'єра
У дорослому футболі дебютував 1934 року виступами на батьківщині за «Кечкемет», в якому провів один сезон. 
1935 року перебрався до Франції, де приєднався до лав команди «Сет». Грав за команду із Сета до 1950 року і був одним із її головних бомбардирів, маючи середню результативність на рівні 0,62 гола за гру першості. Протягом сезону 1938/39 відзначився 27 голами у чемпіонаті Франції, розділивши звання найкращого бомбардира першості і допомігши «Сету» її виграти. 
Згодом з 1950 по 1956 рік поєднував виступи на футбольному полі із тренерською роботою, був граючим тренером команд «Арль», «Монпельє», «ЕСА Брів» та «Сет».

## Виступи за збірну
1939 року дебютував в офіційних матчах у складі національної збірної Франції. Протягом наступних чотирьох років провів у її формі 5 матчів, забивши 5 голів.

## Кар'єра тренера
Отримавши досвід тренерської роботи у першій половині 1950-х як граючий тренер низки французьких команд, згодом працював головним тренером «Меца» (1958–1959) та команди «ЕСА Брів» (у 1962–1964 роках).
Помер 9 січня 1981 року на 67-му році життя.

## Титули і досягнення

### Командні
- Чемпіон Франції (1):

«Сет»: 1938-1939

### Особисті
- Найкращий бомбардир чемпіонату Франції (1):

1938-1939 (27 голів)